# Ideoblothrus similis
Ideoblothrus similis es una especie de arácnido del orden Pseudoscorpionida de la familia Syarinidae.

## Distribución geográfica
Se encuentra en las islas Galápagos y México.